# مژده دقیقی
مژده دقیقی (زادهٔ سال ۱۳۳۵) یک مترجم ایرانی است که در ترجمهٔ آثار ادبی نویسندگان آمریکای شمالی به زبان فارسی فعال بوده است. او فارغ‌التحصیل رشتهٔ علوم سیاسی از دانشگاه شهید بهشتی (ملی سابق) است و پس از تحصیل، مدتی در مطبوعات کار می‌کرد.

## آثار
- ۱۳۷۵ - هنر ویرایش (گفت و گو با رابرت گاتلیب)
- ۱۳۷۸ - نشانهٔ چهار (از مجموعهٔ شرلوک هولمز)، آرتور کانن دویل
- ۱۳۷۹ - اینجا همه آدم‌ها این جوری‌اند: شش داستان برگزیده دههٔ نود.
- ۱۳۸۰ - اتود در قرمز لاکی (از سری ماجراهای شرلوک هولمز)، آرتور کانن دویل
- ۱۳۸۰ - رؤیای نوشتن: هشت نویسنده معاصر از نوشتن می‌گویند.
- ۱۳۸۰ - ترجمان دردها، جومپا لاهیری
- ۱۳۸۱ - وقتی یتیم بودیم، کازوئو ایشی گورو
- ۱۳۸۱ - مشقت‌های عشق، کلر دیویس و دیگران
- ۱۳۸۲ - یک مهمانی یک رقص و داستان‌های دیگر، ایزاک بشویس سینگر
- ۱۳۸۳ - درندهٔ باسکرویل (از سری ماجراهای شرلوک هولمز)، آرتور کانن دویل
- ۱۳۸۴ - عدالت در پرانتز، ایزاک بابل
- ۱۳۸۵ - معامله‌ی پر سود، پریمو لِوی و دیگران، مجموعه داستان
- ۱۳۸۶ - فرار، آلیس مونرو، مجموعه داستان
- ۱۳۸۷ - نقشه‌هایت را بسوزان، جِس رو و دیگران، مجموعه داستان
- ۱۳۸۸ - حلقه‌ی سرخ (از سری ماجراهای شرلوک هولمز)، آرتور کانن دویل
- ۱۳۸۹ - ببر سفید، آراویند آدیگا
- ۱۳۸۹ - ویرایش از زبان ویراستاران، جرالد گراس (ویراستار)، ترجمهٔ گروهی
- ۱۳۸۹ - زندان‌هایی که برای زندگی انتخاب می‌کنیم (مجموعه پنج گفتار)، دوریس لسینگ
- ۱۳۹۲ - ظلمت در نیمروز، آرتور کوستلر
- ۱۳۹۲ - خانواده مصنوعی و داستان‌های دیگر، آن تایلر و دیگران
- ۱۳۹۴ - زندگی عزیز، آلیس مونرو - مجموعه داستان
- ۱۴۰۱ - فارنهایت ۴۵۱، ری بردبری، نشر ماهی